# Futbol'nyj Klub Kryvbas
Il Futbol'nyj Klub Kryvbas (in ucraino Футбольний клуб «Кривбас»?), noto come Kryvbas, è una società calcistica ucraina con sede nella città di Kryvyj Rih. Sino al 2013 è stato attivo a livello professionistico. 
Lo stadio Metalurg, che ospitava le partite interne della squadra, ha una capienza di 29 782 spettatori. Oggi la squadra gioca nello Stadio Spartak, impianto da 4 000 posti.

## Storia
Il club venne fondato nel 1959 come Avanguard Kryvyj Rih e durante l'era sovietica non riuscì a raggiungere alcun risultato sportivo degno di nota. Nel 1966 cambiò nome in FK Kryvbas.
Dopo la dissoluzione dell'Unione Sovietica, il club fu tra i fondatori del campionato ucraino, una volta cambiato nome e adottata la denominazione attuale. Da allora ha sempre militato nella massima serie ucraina, raggiungendo per due volte il terzo posto, e perdendo la finale della Coppa d'Ucraina del 1999-2000 contro la Dinamo Kiev.
Al termine della stagione 2012-2013, nonostante il settimo posto in campionato, nel giugno 2013 il club dichiarò bancarotta, cessando così di esistere. 
Nel 2013-2014 le istituzioni cittadine crearono lo Sport Club Kryvbas, società polisportiva attiva anche nel calcio. La squadra disputò alcune amichevoli nella primavera del 2014. Dopo la sospensione delle attività causata dalle proteste filorusse in Ucraina, nel 2015 il progetto riprese con la fondazione dell'associazione Kryvbas maye buty ("Kryvbas deve essere"), impegnata in un progetto di rinascita dello sport in città. Nell'agosto 2015 il FC Kryvbas fu ammesso a stagione in corso al campionato regionale dell'Oblast' di Dnipropetrovs'k, in cui giocò 11 partite, vincendone 4 e perdendone 5. Alla fine del torneo si classificò decimo su tredici partecipanti. Nel 2016 la squadra disputò la sua ultima stagione calcistica nella quarta serie del campionato ucraino.
Nel 2020 la società ha cessato di esistere. A seguito di ciò, il Hirnyk Kryvyj Rih ha cambiato denominazione in Kryvbas Kryvyj Rih, proseguendo di fatto la tradizione calcistica del Kryvbas.

## Statistiche e record

### Statistiche nelle competizioni UEFA
Tabella aggiornata alla fine della stagione 2024-2025.
| Competizione                  | Partecipazioni | G | V | N | P | RF | RS |
| ----------------------------- | -------------- | - | - | - | - | -- | -- |
| Coppa UEFA/UEFA Europa League | 2              | 6 | 2 | 0 | 4 | 7  | 12 |
| UEFA Conference League        | 1              | 2 | 0 | 0 | 2 | 0  | 5  |

## Palmarès

### Competizioni nazionali
- Perša Liha: 1

1992

### Altri piazzamenti
- Campionato ucraino:

Terzo posto: 1998-1999, 1999-2000
- Coppa d'Ucraina:

Finalista: 1999-2000
Semifinalista: 1997-1998, 2004-2005

## Organico

### Rosa 2021-2022
| N. |                    | Ruolo | Calciatore            |
| -- | ------------------ | ----- | --------------------- |
| 1  | Ucraina (bandiera) | P     | Oleh Ostapenko        |
| 2  | Ucraina (bandiera) | D     | Oleh Koteliukh        |
| 3  | Ucraina (bandiera) | D     | Victor Mel'nyk        |
| 4  | Ucraina (bandiera) | D     | Oleksandr Hranovsky   |
| 6  | Ucraina (bandiera) | D     | Petro Kovalčuk        |
| 7  | Ucraina (bandiera) | A     | Vasyl' Sačko          |
| 8  | Ucraina (bandiera) | C     | Olexandr Melashchenko |
| 10 | Ucraina (bandiera) | A     | Ruslan Kostyshyn      |
| 12 | Ucraina (bandiera) | P     | Yevhen Borovyk        |
| 14 | Ucraina (bandiera) | D     | Oleksandr Radchenko   |
| 15 | Ucraina (bandiera) | C     | Andriy Honcharenko    |
| 16 | Ucraina (bandiera) | A     | Oleksandr Ivaschenko  |
| 17 | Albania (bandiera) | C     | Dorian Bylykbashi     |
| 18 | Albania (bandiera) | C     | Ervin Bulku           |

| N. |                        | Ruolo | Calciatore        |
| -- | ---------------------- | ----- | ----------------- |
| 19 | Albania (bandiera)     | D     | Henri Ndreka      |
| 20 | Ucraina (bandiera)     | A     | Serhiy Motuz      |
| 21 | Bielorussia (bandiera) | C     | Ihor Rozhkov      |
| 22 | Ucraina (bandiera)     | D     | Andrij Mostovyj   |
| 23 | Ucraina (bandiera)     | P     | Dmytro Puhovkin   |
| 24 | Ucraina (bandiera)     | D     | Hryhoriy Sakhnyuk |
| 25 | Ucraina (bandiera)     | C     | Andriy Hryhoryk   |
| 26 | Ucraina (bandiera)     | C     | Anton Korolchuk   |
| 27 | Ucraina (bandiera)     | C     | Vasyl' Hrycuk     |
| 28 | Ucraina (bandiera)     | C     | Vitaliy Pavlov    |
| 29 | Ucraina (bandiera)     | C     | Anatoly Oprya     |
| 32 | Albania (bandiera)     | P     | Isli Hidi         |
| 34 | Ucraina (bandiera)     | D     | Maksym Pašajev    |
| 39 | Ucraina (bandiera)     | A     | Denys Vasin       |

### Rose delle stagioni precedenti
- 2011-2012